# Мыслитель (скульптура)
«Мыслитель» (фр. Le Penseur) — одна из самых известных скульптурных работ Огюста Родена. Работа изображает обнаженную мужскую фигуру героического размера, сидящую на скале. Он склонился, положив правый локоть на левое бедро, и держит подбородок на тыльной стороне правой руки. Поза выражает глубокую задумчивость и созерцание, и статуя часто используется как образ, олицетворяющий философию.
Мастер работал над ней в 1880—1882 годах. Оригинал скульптуры экспонируется в музее Родена в Париже.
Известно еще 27 полноразмерных отливок, где высота фигуры составляет около 185 см (73 дюйма), хотя не все они были сделаны при жизни Родена и под его руководством. Существуют и другие версии, в том числе гипсовые, а также этюды и посмертные отливки разных размеров.

## История

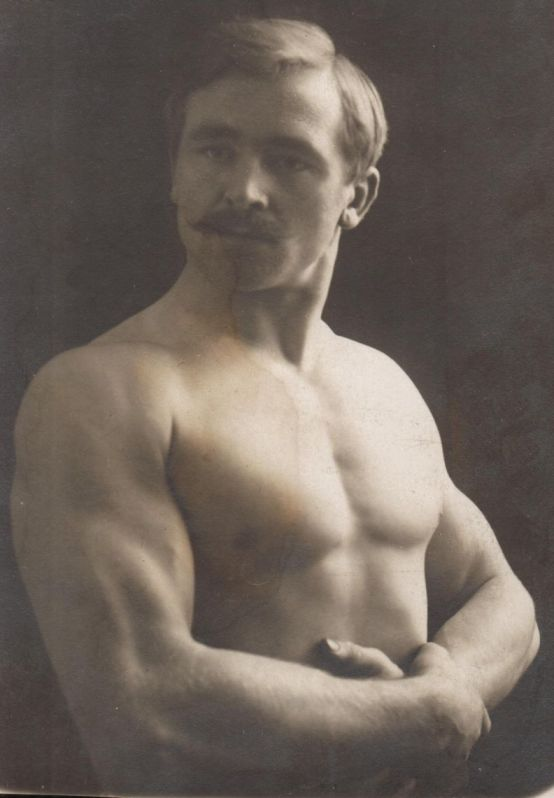
Модель

По первоначальному замыслу автора скульптура называлась «Поэт» и была частью композиции «Врата ада» по мотивам «Божественной комедии», изображая Данте, создателя отлитых в бронзе Роденом картин ада. Со временем замысел Родена был усложнён, в частности, образ Данте был сменён универсальным образом творца. Следуя традициям классической скульптуры Микеланджело, Роден наделил своего героя физической мощью, однако исполнил его подчёркнуто аллегоричным, не имеющим реальных прототипов.
Моделью для скульптуры (как и для многих других скульптур Родена) послужил француз по имени Жан Бо (фр. Jean Baud), мускулистый боксёр, в основном выступавший в Париже, в квартале красных фонарей.
Впервые «Мыслитель» был публично выставлен в 1888 году в Копенгагене. В 1902 году была отлита в бронзе увеличенная до 181 см скульптура, которую в 1904 году Роден выставил в парижском Салоне. В 1906 году бронзовый «Мыслитель» был установлен в Пантеоне. При этом Роден, выступавший на открытии, заявил, что «Мыслитель» является памятником французским рабочим. В 1922 году эту бронзу перенесли в музей Родена в Отель Бирон.

## Копии
Существует более 20 бронзовых и гипсовых копий статуи в разных городах, разбросанных по всему миру. В частности, бронзовая копия скульптуры установлена на могиле скульптора в Мёдоне, пригороде Парижа. Другие копии «Мыслителя» установлены в Стэнфордском университете, у ворот филадельфийского музея Родена и у ворот Колумбийского университета.

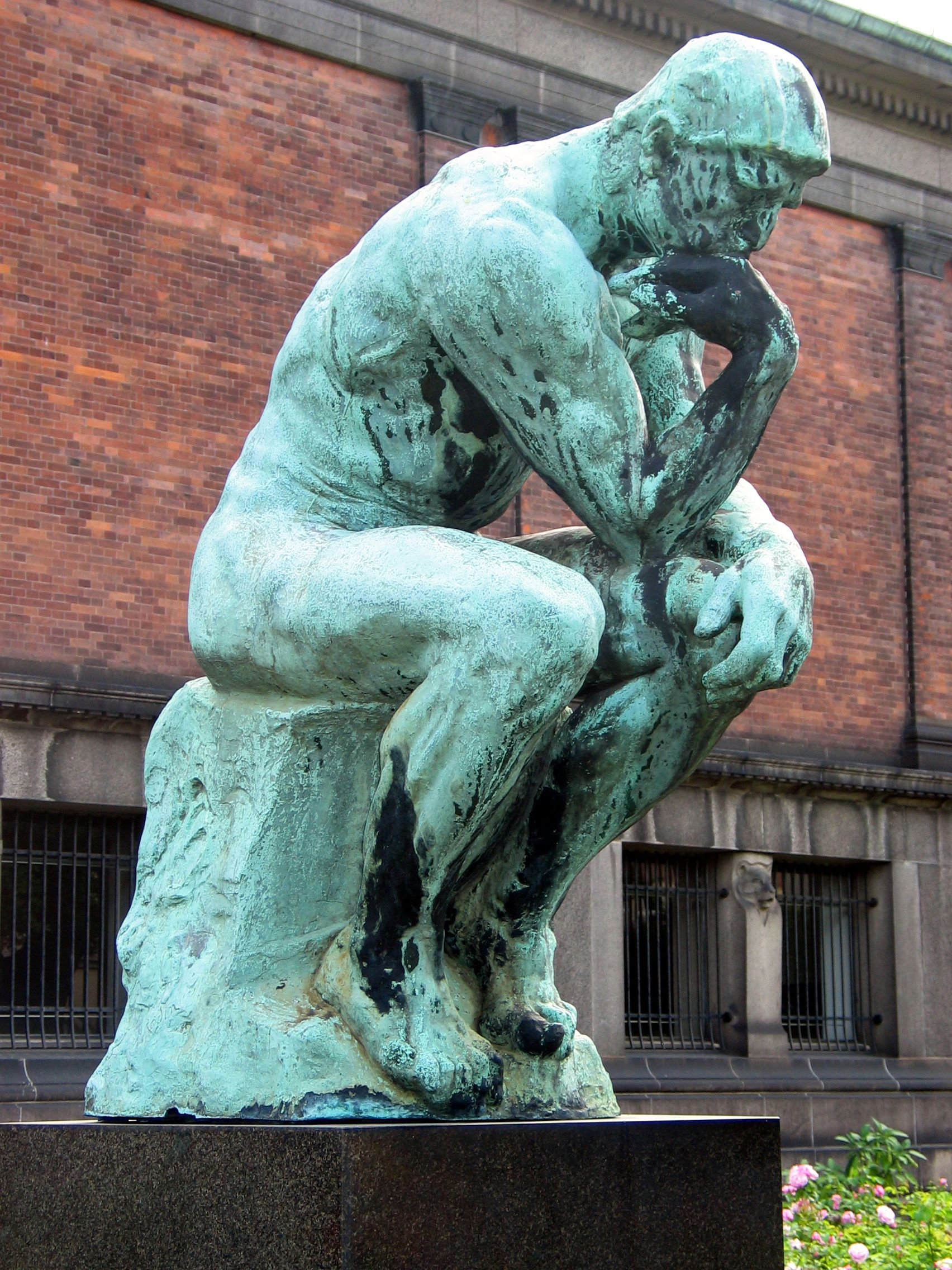
Бронзовая копия скульптуры, стоящая в Копенгагене
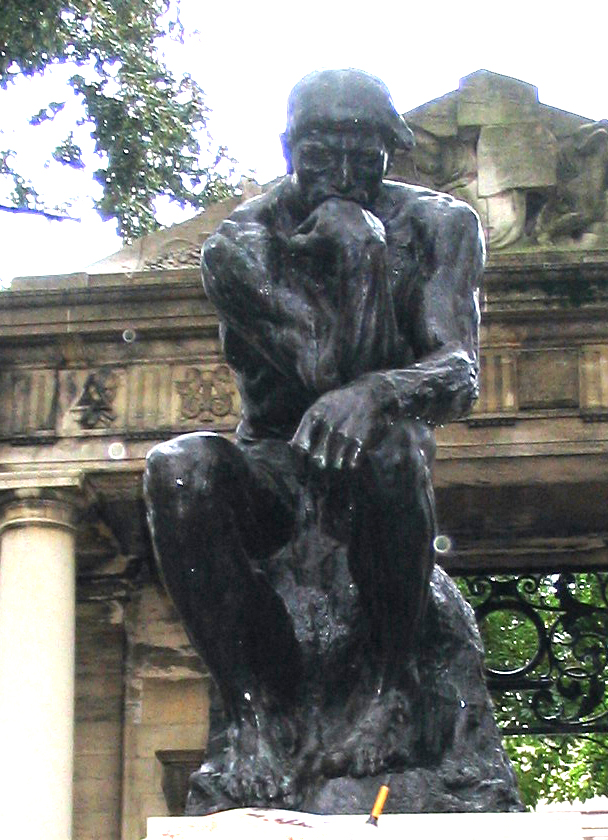
«Мыслитель» у ворот музея Родена в Филадельфии
Копия скульптуры перед зданием департамента философии Колумбийского университета
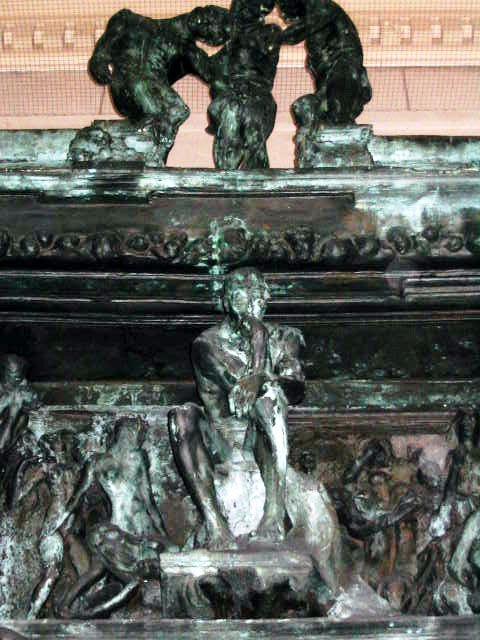
Над «Вратами ада» сидит «Мыслитель»

## Рынок искусства
В июне 2022 года копия была выставлена на продажу на аукционе Кристис в Париже с оценкой до 14 млн евро. Работа была изготовлена примерно в 1928 году в литейной мастерской Rudier Foundry, основанной Алексисом Рудье (1845-1897), который работал с Антуаном Бурделем и Аристидом Майолем. 

## Общественный приём
Макс Линде отлил копию монументальной версии в 1904 году и поместил ее в саду своей виллы  Lindesche Villa. Там Эдвард Мунк написал свою картину «Мыслитель Родена в саду доктора Линде», которая сейчас находится в Бёнхаусе (Behnhaus). Позже гипс отправили в Детройтский институт искусств.  